# 瞳のフォトグラフ
『瞳のフォトグラフ』（ひとみのフォトグラフ）は原作・杜講一郎、作画・さくらあかみ（GUNP）による日本の漫画作品。ウェブコミック誌『FlexComixブラッド』で2008年9月3日より2010年7月28日まで連載された。取材協力・デジタルフォト編集部。

## 概要
女子校の写真部を舞台にした学園漫画で、美少女キャラクターとデジタルカメラとを組み合わせ、実在のカメラメーカーや機種を実名（Web版ではでていないものの、単行本ではロゴが表示されており、各メーカーから使用許諾を得ている）で出し、カメラの描写にもこだわった作品となっている。
連載のきっかけは、作者による作品を見たフレックスコミックスの担当編集者が作者の2人に連載を打診したことから始まっている。企画当初は写真とは関係のない学園漫画だったが、作者としてはそれだけでは物足りないと感じていた。そうした中、原作担当の杜の目に入ったのが亡くなった伯母が写っていたポラロイド写真で、それを見たときに「自分の中で語りたかったテーマと写真から伝わってきたものが一致した。レンズを変えれば見え方が違うように、自分が実際に見ている世界と撮る世界とでは別の見え方がある。それを表現するために写真が一番マッチした」という。また主人公が写真の初心者であるということが、写真の素人である作者と等身大の目線で描けるというのも理由の一つとなった。
しかしながら、作者は2人とも写真は以前からの趣味であったが、一眼レフカメラについては未知の領域であり、聞きかじり程度の知識で書いていいか不安だった。そこで担当編集者から、単行本の発売元であるグループ会社のソフトバンククリエイティブが発行しているデジタルカメラ専門の写真雑誌「デジタルフォト」の編集者を紹介される。同誌が知識面をサポートすることで、漫画を描くことを続けられるようになった。
作中に登場するカメラやレンズのほとんどはすべて作者自ら購入し、使用している。実際に持って使うことでその楽しさをストレートに表現すれば読者に伝わるのでは、という考えから来ている。
舞台は愛知県名古屋市内の架空の街とされており、作中のロケーションとしてツインアーチ138（一宮市・国営木曽三川公園内）や名古屋港シートレインランド・名古屋港水族館・鶴舞公園が登場している。作者が名古屋在住であり、ロケハンがしやすいという点もあるが、作品の舞台を読者が訪れ、楽しめやすいという利点もある。既に実際に使われた場所を同じ構図で写真に撮ってウェブサイトに公開している読者もいるという。
読者層としては、Webコミックという特殊性から20代中盤からのPCユーザーが中心であると編集部は考えていた。しかし、単行本が発行されると、10代からの反響が高かったという。中には、これを読んだことで「登場人物と同じカメラを買った」「写真を撮りたくなった」という読者もでている。

## ストーリー
家庭の事情により高校2年で転校した相原ハルカは転校初日、趣味で更新しているブログに掲載する写真を撮影しようと思い立つが上手く行かず、悪戦苦闘する。そこへ通りかかった写真部員・久家イヅミからアドバイスを受け撮影に成功。しかし、お礼を言おうとした時にはイヅミはその場を立ち去っていた。
その後も撮影を続けていたハルカは写真部長の京シオリの勧誘を受けて部室へ案内されるが、そこでイヅミとの再会を果たす。こうしてハルカは写真部に仮入部することになるが、ハルカが何気なく発した一言がイヅミの態度を硬化させてしまう。

## 登場人物
以下、一部の記述はGUNP発行の設定資料集「瞳のフォトグラフ アーカイブ」（2008年12月30日・コミックマーケット75）を出典とする。また声優は音声付コミック「+Voice」での担当声優を記載している。
相原 ハルカ（あいはら ハルカ）
声：豊崎愛生
主人公・高校2年生。4月3日生まれ。身長161cm。愛機は当初、富士フイルム・FinePix F10であったが入部後は部長より譲られたキヤノン・EOS KissX2を使用している。
家庭の事情により2年の中途で現在の高校へ転校。写真は趣味で更新しているブログに掲載するためたまに撮影する程度であったが、写真部への入部を契機として本格的に興味を持ち始める。
久家 イヅミ（くが イヅミ）
声：日笠陽子
2年生。身長158cm。愛機はニコン・D300。
転校して来たばかりのハルカが撮影に悪戦苦闘しているのを見かね、脇を締めるようアドバイスしてその場を立ち去る。その直後、部長に連れられて仮入部希望者として写真部の部室を訪れたハルカと再会するが、その際にハルカが発した「簡単なんですね」の一言で態度を硬化。「簡単」と言う単語に何かしらのトラウマを抱いているらしいが、詳細は謎に包まれている。入学前からある男性の許で撮影技術を教わっていたらしく、技術力は部内でもトップクラスとされる。
寡黙で、いつもお高く留まっているように見えるため部長から「姫」と呼ばれているが本人は余り気に入っていない。他の部員からは浮いた存在であったが、ハルカとの和解後は少しずつ周囲に溶け込む努力も見られるようになっている。
瀬名 ユカリ（せな ユカリ）
声：清水彩香
2年生。身長160cm。ハルカと同じクラスで、転校してから最初の友達。ツインテールが特徴。愛機は・D60。
中学の時にブームだったカリスマ写真家・KADUKIの影響で写真撮影を始め、KADUKIと同じメーカー（ニコン）のカメラを買って撮影を続けている内に追っかけより撮影の方が楽しくなり現在に至る。
イヅミとは犬猿の仲で、両者が顔を合わせると途端に殺伐とした空気が周囲に漂うほど互いに反目し合っている。
小鳥遊 ヒナノ（たかなし ヒナノ）
声：中村知子
1年生。身長146cm。口癖は「なンてるですか」（舐めてるんですか）。愛機は富士フイルム・FinePix Z200だが、お金持ちのお嬢様で他にも複数台のカメラを所有しているらしい。
いわゆる「仔犬系」で、部のマスコット的存在だが部員としてのキャリアは年上のハルカよりも長いため先輩風を吹かせることも。マンゴージュースが大好物。
京 シオリ（かなどめ シオリ）
声：鳥羽月子
3年生・写真部長。身長168cm。愛機はリコー・GR DIGITAL IIで、アクセサリー類は部員の一宮ユイと共用。
ボーイッシュで同学年・後輩を問わず人気が有り、本人もよく後輩をからかって楽しんでいるが本命は飽くまでユイだと公言している。イヅミが表に出さない過去の事情についても知っているらしい。
一宮 ユイ（いちのみや ユイ）
声：小堀友里絵
3年生。身長156cm。愛機はシオリと同じリコー・GR DIGITAL IIで、アクセサリー類はシオリと共用であるが別の一眼レフも所有している模様。
シオリを写真撮影の世界へ引き込んだ張本人。普段は穏和だが、怒ると恐いらしい。

## 単行本
1. 2009年5月20日初版 ISBN 978-4-7973-5446-1 - 一部店舗では特装版が発売された。
2. 2009年11月12日初版 ISBN 978-4-7973-5729-5
3. 2010年6月12日発売 ISBN 978-4-7973-6004-2